# Haydon, Dorset
Haydon är en ort och civil parish i Storbritannien.   Den ligger i kommunen Dorset och riksdelen England, i den södra delen av landet, 180 km väster om huvudstaden London.